# Кристин Паркер
Кристин Паркер (англ. Kristen Parker) — вымышленный персонаж фильмов о Фредди Крюгере, последняя выжившая в картине «Кошмар на улице Вязов 3: Воины сна» (1987) и ложный протагонист фильма «Кошмар на улице Вязов 4: Повелитель сна» (1988). Её сыграли актрисы Патрисия Аркетт и Тьюзди Найт.

## Появления

### Фильмы
Кристин родилась в семье Элэйн Паркер и Дэвида Паркера (по-видимому, оба предприниматели по профессии) в 1969 году в городке Спрингвуд, штат Огайо. После развода Кристин осталась жить с матерью по адресу улица Вязов дом 1425. Элэйн часто приводила в дом посторонних мужчин, к тому же женщина считала, что кошмары Кристин объясняются тем, что она капризна и требует слишком много внимания к себе. События фильма происходят в 1987 году, когда Кристин отказывалась спать, говоря матери, что её мучают ужасные ночные кошмары. Заснув, Кристин видит дом, который она склеила из газет и палочек от мороженого, и детей, напевающих странную считалку. Затем она следует за таинственной девочкой и попадает в подвал, где за ней начинает погоню Фредди. Проснувшись, Кристин пытается стряхнуть с себя остатки кошмара — она идёт в ванную комнату и там — то ли во сне, то ли наяву — Фредди принуждает её вскрыть себе вены. Именно в этот момент в ванную входит мать Кристин, затем отправив дочь в больницу.
В Уэстэн-Хиллс Кристин знакомится с другими ребятами, которых так же, как и её мучают кошмары: Террин Уайт, Дженифер Коулфилд, Уиллом Стентоном, Филиппом Адамсоном, Роландом Кинкейдом и Джоуи Красселом. Там же она встречает Ненси Томпсон, прибывшую в качестве сотрудника — блестящей выпускницы, специалиста в области расстройства сна. Когда Кристин засыпает и оказывается в доме № 1428 на неё набрасывается Фредди в образе отвратительного змея, больше похожего на червяка. Неизвестно, как, но Кристин затаскивает в свой сон Ненси, та спасает свою подопечную и встречает того, кто убил её друзей шесть лет назад. На следующее утро Ненси приглашает Кристин в свой кабинет, где девушка рассказывает, как давно в детстве звала на помощь отца, когда ей снился кошмар. Ненси поняла, что у Кристин есть удивительный дар — она может втягивать в свои сны других спящих людей. После смерти Филиппа и Дженифер, похожих на самоубийства, Ненси и доктор Нил Городон проводят сеанс психотерапии, на котором у каждого из ребят проявились необычайные способности. Во время сеанса Джоуи оказывается в плену у Фредди — мальчик впадает в кому. Ненси вместе с другими ребятами возглавляют коалицию против Фредди и отправляются за Кристин и Джоуи в мир снов. После гибели Террин и Уилла Стентона, они встречаются с Фредди, освободив Джоуи, а Ненси погибает, спасая Кристин. Вскоре что-то странное начинает происходить с Крюгером — его тело пронзает яркий свет, а затем монстр исчезает. Оказывается, в это время доктор Гордон захоронил останки Крюгера, облив святой водой и положив на череп крест. После этой битвы, выжили лишь трое — Кристин, Джоуи, Кинкейд.
После больницы Кристин так и не смогла смириться со смертью Ненси. Ей кажется, что Фредди возвращается — девушка всё время призывает на помощь Кинкейда и Джоуи, но это начинает их раздражать: ребята не верят девушке и пытаются её всячески убедить в обратном. Жизнь Кристин после Вестин-Хиллс сильно изменилась. Теперь она водит личную шикарную машину, встречается с завидным парнем Риком Джонсоном и дружит с его сестрой Элис. Рик увлекался восточными искусствами, а Элис предавалась мечтам и была влюблена в звезду школьного футбола Дэна Джордана. Казалось бы, жизнь налаживается, но кошмары Кристин становятся явью — Фредди воскрес. Первыми жертвами становятся Джоуи и Кинкейд. Девушка рассказывает Рику, Элис и Дэну историю Крюгера и о том, что произошло несколько лет назад с ней и её друзьями в Вестин-Хиллс.
Тем же вечером, мать Кристин, не зная, как ещё помочь дочери, подсыпает ей в стакан с водой снотворное, чтобы девушка наконец выспалась. Узнав об этом, Кристин обвиняет мать в том, что она только что её убила. В расстроенных чувствах девушка бежит в комнату, собираясь покинуть дом, но засыпает. Во сне она встречается с Фредди, и тот заставляет её перенести в свой сон Элис. Затем Фредди бросает Кристин в топку и та сгорает, но перед смертью она передает Элис свой дар. И именно Элис суждено теперь стать Хранительницей Снов и бороться с Фредди. Фактически Кристин отдала свою жизнь за Элис, как раньше это сделала Ненси. Как позже понимает Элис, Фредди не мог добраться до остальных ребят, потому что он поклялся отомстить тем родителям, кто причастен к его смерти. А ведь Кристин была последним ребёнком тех, кто поджёг Крюгера.

## Признание
Режиссёр фильма «Воины сна» Чак Рассел рассказал в интервью в документальном фильме «Больше никогда не спи: Наследие улицы Вязов»: «Я был в восторге от Патриции Аркетт. Это был её дебют. В ней есть что-то интригующее, пугающее. Я думаю, это было особой частью её характера, которая помогала в работе». Продюсер Сара Ришер была разочарована тем, что Аркетт не вернулась в четвёртый фильм: «Она была важной частью команды — и её все любили».
Хезер Лэнгенкэмп также оценила работу Аркетт: «Сцена смерти Нэнси — одна из моих самых любимых. В ней есть захватывающая реалистичность — со мной и Кристин в финальной сцене. Это было очень трогательно — мы нравились друг друг, поэтому нам работалось очень легко. Думаю, эта сцена запоминается. […] Мне кажется, она обнажила душу в этой сцене — это такая редкость. Она проделала прекрасную работу — прекрасный пример актёрского мастерства». Персонаж Кристин в третьем фильме называют «одним из самых любимых и запоминающихся персоажей франшизы», «персонаж также важен, как и Нэнси Томпсон». По словам Кена Сэйгоуса в интервью для «Больше никогда не спи», у него и Родни Истмана не получилась такая же сильная химия с Тьюзди Найт в четвёртом фильме, хотя он оценил работу актрисы:
«Не думаю, что Тьюзди Найт получила за свою работу то признание, которого заслуживает. Из всех нас у неё была одна из самых сложных ролей — её нужно было сыграть роль, с которой патриция Аркетт уже прекрасно справилась. Но Тьюзди взялась за роль, и сыграла её на высоком уровне».
Найт вспомнила разговор с Уэсом Крейвеном, когда он пригласил её на эпизодическую роль в «Новый кошмар» — он был поклонником работы Найт в «Повелителе снов», отметив, что ему не понравилось то, как Кристин изобразили в финальной версии сценария: по его задумке Кристин была бойцом, а в «Воинах сна» её сделали жертвой, в то время как героиня Найт стала ближе к образом, изначально задуманному Крэйвеном. На этот счёт актриса высказалась в одном из интервью:
«Кристин показывает, какой должна быть современная женщина: не жертвой, бороться за то, что правильно, даже если люди вокруг говорят обратное. И хотя она погибает в конце, она не выглядит жертвой».
Джейк Ди с портала «JoBlo.com» восхищён решением создателей убить Кристин в середине фильма, а также вклад актрисы в работу над саундтреком — запись песни «Nightmare» из вступительных титров — «это усиливает эффект от событий, когда Кристин передаёт факел другому персонажу».
Персонаж Кристин оказался на 18-м месте в списке 25-ти лучших «Последних девушек», а также на первой строчке в рейтинге 10-ти «Лучших последних выживших» журнала «Scream».